# Шабан Трстена
Шабан Трстена (Скопље, 1. јануар 1965) бивши је југословенски рвач, освајач златне медаље са Олимпијских игара 1984. године.

## Биографија
Рођен је у Скопљу 1. јануара 1965. Такмичио се за рвачки клуб Лирија у Скопљу. Трстена је албанског порекла.
Вишеструки је првак Југославије у рвању. Има освојене медаље са омладинских шампионата Балкана и кадетских првенстава. Освојио је 2 златне, 3 сребрне и 2 бронзане медаље на европским првенствима. Има златну и сребрну медаљу са Олимпијских игара у Лос Анђелесу и Сеулу.  Два пута је проглашен за најбољег спортисту Југославије (1984, 1988).
Добитник је награде „златна значка“ дневног листа Спорт за најбољег спортисту Југославије 1984. године.